# オッペンハイマー (映画)
『オッペンハイマー』（英語: Oppenheimer）は、2023年に公開されたアメリカ合衆国の映画。世界初の原子爆弾の開発を指揮した「原爆の父」として知られる理論物理学者J・ロバート・オッペンハイマーの生涯を描いた伝記映画である。クリストファー・ノーランが脚本・監督・共同製作を手掛け、カイ・バードとマーティン・J・シャーウィンによる伝記『オッペンハイマー 「原爆の父」と呼ばれた男の栄光と悲劇』を基にしている。
ユニバーサル・ピクチャーズ配給により、2023年7月21日に米国で公開。興行収入は、公開から16日後の8月6日の発表で推定5億ドルを突破。9月第3週末時点には9億1200万ドルを記録し、伝記映画としては『ボヘミアン・ラプソディ』（2018年）や『アメリカン・スナイパー』（2014年）を抜いて歴代1位、第二次世界大戦に関する映画としても歴代1位となった。日本での公開は米国公開後も長らく未定となっていたが、12月7日にビターズ・エンドによる配給が発表され2024年3月29日に公開された。

## ストーリー
1954年、J・ロバート・オッペンハイマーはスパイ容疑をかけられ原子力委員会の聴聞会で共産主義者や他国の科学者との関係を追及されるなか、物理学者としての遍歴を語りはじめる（オッペンハイマー事件）。1959年、原子力委員会の委員長を務めた官僚ルイス・ストローズは大統領より商務長官に任命され上院で承認の公聴会に出席し、上院議員にオッペンハイマーとの関係を聞かれる。
1926年、ハーバード大学を首席で卒業したオッペンハイマーはイギリスのケンブリッジ大学に留学する。不得手な実験物理学や周囲に馴染めず孤立を深める環境からホームシックに陥っていたところ、私淑するニールス・ボーアと出会い、彼からドイツのゲッティンゲン大学で学ぶよう助言され移籍を決意する。ゲッティンゲン大学ではヴェルナー・ハイゼンベルクの影響から理論物理学の道を歩み始める。
1929年に博士号を取得してアメリカに戻り、カリフォルニア大学バークレー校で助教授となった彼は、理論物理学をアメリカ国内に浸透させるべく教鞭をとる日々を送っていた。1936年、スペイン内戦が勃発した。国際的な共産主義の高まりからオッペンハイマーは弟フランクに誘われてアメリカ合衆国共産党の集会に出入りし、大学内での組合活動など周囲の影響から熱心に左翼活動を行っていた。1938年、ナチス・ドイツで核分裂が発見される。当初オッペンハイマーは核分裂を否定したが、大学の同僚アーネスト・ローレンスが開発したサイクロトロンで実際に核分裂反応を目の当たりにした彼はそれを応用した原子爆弾実現の可能性を感じていた。実際にドイツはアメリカより原爆開発の分野で先行しており、特にハイゼンベルクの存在もあって時間の問題と考えていた。
1939年、ドイツがポーランドに侵攻して第二次世界大戦が始まった。大戦が中盤に差し掛かった1942年10月、オッペンハイマーはアメリカ軍のレズリー・グローヴス大佐から呼び出しを受ける。ドイツの破竹の勢いに焦りを感じたグローヴスは原爆を開発・製造するための極秘プロジェクト「マンハッタン計画」を立ち上げ、優秀な科学者と聞きつけたオッペンハイマーを原爆開発チームのリーダーに抜擢した。オッペンハイマーはグローヴスにドイツの原爆開発はアメリカより1年以上先行しており、このままでは間違いなくドイツが先に原爆を開発すると力説してリーダー就任を承諾した。ユダヤ人でもある彼は何としてもナチス・ドイツより先に原爆を完成させる必要があった。1943年、オッペンハイマーは弟フランクが牧場を営む自身の思い出の地ニューメキシコ州にロスアラモス国立研究所を設立して所長に就任。全米各地の優秀な科学者やヨーロッパから亡命してきたユダヤ人科学者たちを熱心にスカウトして、その家族数千人と共にロスアラモスに移住させて本格的な原爆開発に着手する。周囲を有刺鉄線で囲まれ敷地内から一切出ることを許されない科学者たちはオッペンハイマーに不満を伝えるが、彼はリーダーシップを発揮して精力的に開発を主導、様々な課題をクリアして着実に成果を積み上げていく。同僚たちの中では重水素を使った核融合反応で更に強力な水爆開発を主張するエドワード・テラーの反抗など科学者同士の軋轢やオッペンハイマー自身の過去の左翼活動を防諜部に尋問されるなど今後の人生を予感させる出来事も起きていた。
1945年5月8日に当初目標としていたナチス・ドイツが降伏、科学者たちの中で原爆開発の継続を疑問視する声が沸き起こる。オッペンハイマーはその声を一蹴して未だ戦い続ける日本に投下して戦争を終わらせると断言。原爆開発を継続させるが、投下目標を定める会議でヘンリー・スティムソン陸軍長官に原爆投下への賛否両論がある事を伝えている。1945年7月16日、オッペンハイマーたち開発チームが多大な労力を費やした研究は遂に実を結び、人類史上初の核実験「トリニティ」を成功させた。原爆の凄まじい威力を目の当たりにして実験成功を喜ぶ科学者や軍関係者たちを見たオッペンハイマーは成功に安堵する反面、こう呟く「我は死なり、世界の破壊者なり」。原爆完成を受けたグローヴスから今後の研究は軍が引き継ぐので完成済みの原爆を出荷するよう指示され、研究所から運び出される原爆をオッペンハイマーは複雑な面持ちで見送る。ついに8月6日、広島へ原爆が投下される。原爆投下の連絡を待っていたオッペンハイマーはハリー・S・トルーマン大統領の演説を聞いて原爆投下成功の報を知った。8月15日、日本が無条件降伏して第二次世界大戦は終結した。所内で開かれた戦勝祝賀会で演説していた彼の目に原爆の熱線で皮膚が剥がれ落ちる様、炭の塊と化した遺体や泣き叫び苦しむ人々を幻視する。周囲の熱狂とは裏腹に彼の中に罪悪感が芽生え始めた瞬間だった。
戦後オッペンハイマーは原爆の父と呼ばれ、多くのアメリカ兵を救った英雄として賞賛されることに困惑、既に戦力を失って降伏間近だった日本への原爆投下によって多くの犠牲者が出た事実を知って深く苦悩していた。1949年、太平洋上で偵察機が放射線を検出、事前の予想より早くソ連が原爆開発に成功した事の証左だった。衝撃を受けたアメリカは水爆など核兵器の推進が盛んに議論される事態となった。当時、アメリカ原子力委員会の顧問だったオッペンハイマーはソ連との核開発競争を危惧して水爆開発に反対する。オッペンハイマーは自身の国民的な人気を利用して政治的な運動を展開しており、各所で煙たがられる存在となりつつあった。トルーマンに直接会談を申し入れ、核兵器がもたらす甚大な被害を憂慮して国際的な核兵器管理機関の創設と水爆開発の縮小を提案した。彼はその席上、トルーマンに「私の手は血塗られたように感じる」と伝えたが、トルーマンはハンカチを差し出して「恨まれるのは（原爆を）落とした私の方だ」と答えて会談は終了した。そんなオッペンハイマーの姿勢を弱腰と決めつけたトルーマンは激怒、彼の提案が採用されることはなかった。その行動から水爆推進派の科学者や政治家との対立を深めている事に目を付けたストローズは過去に自身が受けた恨みを晴らすためオッペンハイマーを失脚させるべく暗躍、オッペンハイマーの人生はそれを境に暗転してゆく。

## 登場人物・キャスト

### 主要人物
J・ロバート・オッペンハイマー
演 - キリアン・マーフィー、日本語吹替 - 内田夕夜
アメリカの天才的な理論物理学者。第二次世界大戦中にロスアラモス国立研究所の所長を務め、原子爆弾の開発・製造を目的としたマンハッタン計画を主導。のちに原爆の父と呼ばれる存在になる。
キャサリン・“キティ”・オッペンハイマー
演 - エミリー・ブラント、日本語吹替 - 園崎未恵
ロバートの妻。生物学者兼植物学者。子育てからくる不満や孤独でアルコール中毒になるが、生涯夫の味方として彼を支える。
レズリー・グローヴス
演 - マット・デイモン、日本語吹替 - 平田広明
アメリカ陸軍の将校。マンハッタン計画の責任者として極秘プロジェクトを指揮する立場にあった。そこでロバートを抜擢し、学者以外で1番身近な存在として彼の理解者となる。
ジーン・タトロック
演 - フローレンス・ピュー、日本語吹替 - 白石涼子
アメリカの精神科医。共産主義者。ロバートがカリフォルニア大学バークレー校で物理学の教授をしていた頃に出会い恋仲になる。
ルイス・ストローズ
演 - ロバート・ダウニー・Jr.、日本語吹替 - 山路和弘
アメリカ原子力委員会の委員長。靴売りから政治家に成り上がった。ロバートをプリンストン高等研究所の所長に抜擢。頑固で野心に満ちた人物で、水爆実験を巡ってロバートと対立する。

### ロスアラモスの住人
イジドール・ラビ
演 - デヴィッド・クラムホルツ、日本語吹替 - 菊池康弘
物理学者。留学時代にロバートの友人となる。
アーネスト・ローレンス
演 - ジョシュ・ハートネット、日本語吹替 - 森川智之
バークレー校でのロバートの同僚。実験物理学者。
ジョヴァンニ・ロッシ・ロマニッツ
演 - ジョシュ・ザッカーマン、日本語吹替 - 石黒史剛
バークレー校でのロバートの最初の受講生。マンハッタン計画に参加するが共産主義者の疑いで解雇される。
フランク・オッペンハイマー
演 - ディラン・アーノルド、日本語吹替 - 杉宮匡紀
ロバートの弟で物理学者。兄の助言を無視し、共産党に入党した過去をもつ。
ジャッキー・オッペンハイマー
演 - エマ・デュモン、日本語吹替 - ふじたまみ
フランクの妻。
エドワード・テラー
演 - ベニー・サフディ、日本語吹替 - 藤井雄太
マンハッタン計画に加わった初期メンバーの一人。水爆の開発を推進してロバートと対立。
ロバート・サーバー
演 - マイケル・アンガラノ、日本語吹替 - 上住谷崇
バークレー校の物理学者。マンハッタン計画の参加者。
ケネス・ベインブリッジ
演 - ジョシュ・ペック
マンハッタン計画の参加者。トリニティ実験で制御スイッチを任される。
ハンス・ベーテ
演 - グスタフ・スカルスガルド、日本語吹替 - 早川毅
マンハッタン計画の参加者。
セス・ネッダーマイヤー
演 - デヴォン・ボスティック、日本語吹替 - 大橋勇人
マンハッタン計画の参加者。
リチャード・P・ファインマン
演 - ジャック・クエイド、日本語吹替 - 大泊貴揮
マンハッタン計画の参加者。打楽器ボンゴの名手。
エドワード・コンドン
演 - オーリー・ハースキヴィ、日本語吹替 - 近松孝丞
マンハッタン計画の参加者。
リチャード・トルマン
演 - トム・ジェンキンス、日本語吹替 - 佐々木義人
マンハッタン計画の参加者。
ルース・トルマン
演 - ルイーズ・ロンバード、日本語吹替 - 増岡裕子
心理学者。リチャードの妻。ロバートと親交。
クラウス・フックス
演 - クリストファー・デナム、日本語吹替 - 相樂真太郎
マンハッタン計画の参加者。ソ連のスパイ。
ドナルド・ホルニグ
演 - デヴィッド・リスダール
マンハッタン計画の参加者。
フィリップ・モリソン
演 - ハリソン・ギルバートソン
マンハッタン計画の参加者。
ルイス・ウォルター・アルヴァレズ
演 - アレックス・ウルフ、日本語吹替 - 森脇陸三
マンハッタン計画の参加者。
ジョージ・キスチャコフスキー
演 - トロンド・ファウサ・アウルヴォーグ
マンハッタン計画の参加者。爆縮レンズ用の爆薬実験を主導している。

### その他
アルベルト・アインシュタイン
演 - トム・コンティ、日本語吹替 - 伊藤和晃
相対性理論で知られる理論物理学者。ロバートとも親交を持つ。
ニールス・ボーア
演 - ケネス・ブラナー、日本語吹替 - 原康義
デンマーク出身の理論物理学者。1922年にノーベル物理学賞を受賞。ロバートの心の師。
パトリック・ブラケット
演 - ジェームズ・ダーシー
ケンブリッジの実験物理学者。ロバートの留学時代の教師。
ヴェルナー・ハイゼンベルク
演 - マティアス・シュヴァイクホファー
ドイツの原爆開発の中心人物。
ヴァネヴァー・ブッシュ
演 - マシュー・モディーン、日本語吹替 - 大下昌之
アメリカで軍事目的の科学研究を担った科学研究開発局長。マンハッタン計画を進言した。
ボリス・パッシュ
演 - ケイシー・アフレック、日本語吹替 - 伊原正明
アメリカ陸軍の情報将校で、防諜部部長。マンハッタン計画中にロバートを尋問した後、ドイツに渡る。
ケネス・ニコルズ
演 - デイン・デハーン、日本語吹替 - 草野峻平
グローヴスの部下で、マンハッタン計画に参加した米陸軍技官。聴聞会に関与。
ウィリアム・ボーデン
演 - デヴィッド・ダストマルチャン
アメリカ原子力委員会事務局長。ロバートにV2ロケットの話をする。聴聞会での告発者。
ロジャー・ロッブ
演 - ジェイソン・クラーク、日本語吹替 - 丸山壮史
聴聞会でのアメリカ原子力委員会の特別弁護人。ロバートやキティを詰問する。
ハーコン・シュヴァリエ
演 - ジェファーソン・ホール、日本語吹替 - 咲野俊介
バークレー校のフランス語教員。共産主義者。ロバートの友人。
ストローズの補佐
演 - オールデン・エアエンライク、日本語吹替 - 野坂尚也
公聴会の弁護士
演 - スコット・グライムス、日本語吹替 - 槙野旦
ロイド・ギャリソン
演 - メイコン・ブレア、日本語吹替 - 松川裕輝
ロバートの弁護士。
ジョージ・エルテントン
演 - ガイ・バーネット
共産主義者。
ゴードン・グレイ
演 - トニー・ゴールドウィン、日本語吹替 - 加藤亮夫
聴聞会の参加者。
クルト・ゲーデル
演 - ジェームズ・アーバニアク
アインシュタインの友人。
エンリコ・フェルミ
演 - ダニー・デフェラーリ、日本語吹替 - 相馬康一
マンハッタン計画のシカゴでの参加者。シカゴ大学でシカゴ・パイル1号を開発。
デヴィッド・L・ヒル
演 - ラミ・マレック、日本語吹替 - 中井和哉
フェルミの助手で、マンハッタン計画のシカゴでの参加者。シラードと共に原爆使用に反対する請願書に署名をする。
ジョン・パストーレ
演 - ティム・ディケイ
公聴会のメンバー。
レオ・シラード
演 - マテ・ハウマン
マンハッタン計画のシカゴでの参加者。原爆使用反対の中心人物。
ヘンリー・スティムソン
演 - ジェームズ・レマー、日本語吹替 - 咲野俊介
陸軍長官。暫定委員会で京都を原爆投下候補地から外した。
ハリー・S・トルーマン
演 - ゲイリー・オールドマン（特別出演）、日本語吹替 - 安原義人
アメリカ合衆国大統領。日本への原爆投下を決定する。

## 製作
原作の映画化は刊行後の15年間にサム・メンデスやオリバー・ストーンの名が挙がったが果たされず、映画化権を購入したJ.D.ワーゴが数人に執筆を依頼した脚本も進捗が無かった。コロナ禍に入ってワーゴは俳優のジェームズ・ウッズとともにプロデューサーのローヴェンと会談し、原作のコピーを手渡し、ローヴェンを経由してノーランの手に渡る。ワーゴとウッズは映画化権保有者として本作に関わる事になった。
ノーランはスティングの歌でオッペンハイマーを知って以来長年オッペンハイマーの伝記映画を構想しており、『TENET テネット』では核爆発による大気・海洋発火説に言及するセリフも書いた。同作撮影の現場で出演者のロバート・パティンソンからオッペンハイマーのスピーチ集を贈られたことも、映画化を後押しした。
作曲家のゴランソン、撮影のホイテマ、編集のレイム、視覚効果のアンドリュー・ジャクソン（DNEG）、音響監督のリチャード・キングといったノーラン監督作品の常連スタッフ、複数のノーラン作品に出演した俳優も招集された。マンハッタン計画について残された多くの記録映像を参考に、メイクアップ技術で俳優を実在の姿に似せる努力がされ、プロダクション・デザイナーのルース・デ・ジョンにより小道具からロスアラモスの建物や爆縮型原子爆弾に至るまで緻密に再現されている。トリニティ実験の爆発はCGIの使用を控えるノーランの方針を尊重し、燃料と火薬の爆発を高速度撮影し、デジタル合成を組み合わせて表現した。オッペンハイマーが見る量子力学の幻にも、合成を使わず現場で同時に撮られたものが多い。

## 公開
ユニバーサル・ピクチャーズ配給により、2023年7月21日にアメリカ合衆国で公開。これは人類最初の核実験（トリニティ実験）から78年にあたる2023年7月16日から5日後である。。公開約一年前の2022年7月28日からカウントダウンを伴ったティーザー予告編が公開され、ノーランは完成直前に70mmプリントをスティーヴン・スピルバーグに見せて助言を得ている。2023年7月11日パリでワールド・プレミア、2日後にロンドン、6日後（7月17日）にアメリカでプレミアが開催された。なお、キリアン・マーフィ演じるオッペンハイマーとフローレンス・ピュー演じるジーン・タットロックがセックスするシーンでジーンがトップレスになることから、アメリカ合衆国映画協会が定めるレイティングシステムにより、R指定となった。
2023年7月13日、イギリス・ロンドンにてプレミアイベントが行われた。なお、全米俳優組合のSAG-AFTRAがイベントの最中にストライキを開始することを受けて、同イベントの開始時間を1時間繰り上げた上で同組合に加入している出演者が途中で退席する事態となった。
韓国では日本統治からの解放記念日（光復節）にあたる2023年8月15日に公開となった。この事について、ユニバーサル・ピクチャーズの韓国法人は本作品がIMAXで撮影していることから、『ミッション:インポッシブル/デッドレコニング PART ONE』（パラマウント・ピクチャーズ配給）など、他のIMAX映画との間で上映館獲得の争奪戦を回避したいことや光復節が祝日であることから多くの人が鑑賞することができる飛び石連休を選択したのが理由であるとコメントしている。
インドや中東ではヌードに対する規制が厳しいことから、これらの国と地域では一部の場面をCGなどで編集したバージョンを公開した。
2023年にはマンハッタン計画とオッペンハイマーを取材したドキュメンタリーも複数作られている。本作のブルーレイディスクにも特典として収録された"To End All War"（邦題:“原爆の父”オッペンハイマー）にはバードとノーランが出演した。

### 日本
本国での公開から約8ヶ月遅れ、アカデミー賞受賞直後に公開。2024年に日本で公開される洋画として最高のスタートを切った。70mmおよびIMAXのフィルム上映は無し。吹き替え版上映は無く字幕スーパーのみ。翻訳は『バットマン ビギンズ』、『ダークナイト』も手掛けた石田泰子。『シン・エヴァンゲリオン劇場版』や『シン・ウルトラマン』に考証面で関わった京都大学教授の橋本幸士が、監修を務めている。
日本での公開は夏期に公開してしまうと、広島市への原子爆弾投下日である8月6日や、長崎市への原子爆弾投下日である8月9日、終戦の日である8月15日と重なるため、対日感情を考慮してこれを避けたとの指摘があるが、アメリカで製作された映画は本国での公開から数ヶ月遅れて公開されるのはよくあることで、本作が特別な訳ではないとの指摘もある。
2011年のユニバーサル映画『遊星からの物体X ファーストコンタクト』のように、日本での公開が本国でのソフト発売後（本国劇場公開の約10ヶ月後）となった例も無いわけではないが、ネタバレを防ぐため話題作が複数国で同時公開され、公開から2ヶ月足らずでソフト化される作品もある時代に、興行収入1,400億円を超えるヒットを出し、かつ日本でも人気のあるノーランの作品が公開未定のまま数ヶ月動きが無いという、異例の状態となっていた。
コンサルタントの渡邊裕子は、ビジネスインサイダーのコラムにおいて、「日本語の情報にしか触れない日本人のほとんどはこの映画の存在すら知らない。そのため、本作について、日本では作品を観賞した上で問題意識や批評するのではなく、二次情報を基に意見を持ち、想像に基づいて発言されることが懸念される」と述べていた。
また、広島の若者を中心に構成され、核兵器の廃絶に取り組んでいる「核政策を知りたい広島若者有権者の会」（カクワカ広島）の共同代表である高橋悠太も東京新聞の取材に対して、「米国で原爆開発がどのように語られているかは、核兵器をなくし、広島、長崎の体験を普遍化していく上で大切な視点。核兵器廃絶に向けた新たな議論が生まれることが重要だ」として、本作品が日本を含む世界各国にて上映されることを望むコメントを出していた。
2023年11月21日のソフト版発売直後、いずれも字幕、音声ともに日本語には対応していないが、海外盤輸入代行のオンラインショッピング「Fantasium」の週間売り上げはトップ3を本作が占め、「字幕無しでも視聴したい」という日本人の多さが窺えた。この時点でも日本での公開は発表されておらず、日本語による公式サイトも設けられていない。この事について、日本国内でのユニバーサル・ピクチャーズ作品の配給権を保有している東宝東和の関係者は、ブルームバーグの取材に対し、「オッペンハイマーの配給や公開に関する決定権はユニバーサル・ピクチャーズにある」とコメントしたきりであった。
その後、当初伝えられた東宝東和ではなくビターズ・エンド配給のもと、正確なリリースの日時は明らかでないものの、2024年に日本での公開が決定したと2023年12月7日に発表された。同社は「本作が扱う題材が、私たち日本人にとって非常に重要かつ特別な意味を持つものであることから、さまざまな議論と検討の末、日本公開を決定した」と慎重さの込められたコメントを出した。
ユニバーサル・ピクチャーズ製作であるにもかかわらず、作品の内容が問題となり、東宝東和以外の配給会社で公開された事例としては当初は東宝東和での配給が検討されながらも、日本軍による捕虜虐待描写が問題となり、最終的には東宝東和での配給を断念し、本作と同じビターズ・エンド配給での公開に至った『不屈の男 アンブロークン』（2014年製作、2016年日本で公開）のケースがある。
また、監督のクリストファー・ノーランも2023年12月20日のグローバルオンライン会見において、「この映画にずっと興味を持ち続けていた日本の方々に、ようやく観てもらえる機会が訪れてうれしく思います。同時に、ユニバーサルがこの作品に関しての日本でのセンシティヴな感覚に留意し、注意深いアプローチを試みてくれたことに感謝します。『オッペンハイマー』は日本以外のすべての国で上映されました。その評判を聞いて、日本の人たちも観たいという思いを募らせ、こうして上映が決まったことは正しい判断だと感じます。来年、そのチャンスを受け止めてください」とのコメントを述べた。
2024年1月23日、第96回アカデミー賞において、13部門でのノミネートが発表された翌24日、ビターズ・エンドは本作品を同年3月29日に日本で公開することを発表した。ナレーションは俳優の渡辺謙が担当する。映画倫理機構（映倫）によるレイディングはR15+指定になった。IMAX版や35ミリフィルム版、Dolby Cinema版についても同時公開となり、全国の対応映画館にて上映される。
日本での全国公開に先立ち、被爆地である広島市と長崎市で2024年3月中旬に特別試写会並びにトークショーを開催することを同年2月29日にビターズ・エンドが発表した。同年3月12日に開催された広島のトークショーは元広島市長の平岡敬と詩人・絵本作家のアーサー・ビナード、映画監督・作家の森達也、同月18日に開催された長崎のトークショーは長崎県被爆者手帳友の会会長の朝長万左男と政治学者の前嶋和弘がそれぞれ登壇した。
また、2024年3月25日にはIMAX版、35ミリフィルム版、Dolby Cinema版の特別先行上映「トリプルTOKYOプレミア」を東京都新宿区内にて行うことを同月11日にビターズ・エンドが発表。IMAX版をTOHOシネマズ新宿、35ミリフィルム版を109シネマズプレミアム新宿、DolbyCinema版を新宿バルト9にて同日19時から一斉特別先行上映する予定。
日本放送協会（NHK）で放送されている『クローズアップ現代』にてクリストファー・ノーラン並びに本作品の特集を2024年3月12日に放映することを同月に同局が発表した。日本では13部門でノミネートされ作品・監督・主演俳優・助演俳優・撮影・編集・作曲賞を受賞した第96回アカデミー賞の授賞式翌日にあたり、同局アナウンサーの桑子真帆とノーラン、渡辺が出演した。
2024年3月14日に2種類のテレビCMが公開された。「THE WORLD FOREVER CHANGES篇」では渡辺が、「栄光と没落篇」では俳優の遠藤憲一がそれぞれナレーションを担当している。また、同月15日にはノーラン並びに本作品と同じく第96回アカデミー賞にて視覚効果賞を受賞した『ゴジラ-1.0』（東宝配給）の監督である山崎貴との対談映像もYouTubeにて公開された。
2024年7月22日、同年8月2日からアンコール上映を行うことを発表した。また、同月4日には広島市の八丁座にて、映画『この世界の片隅に』の監督である片渕須直と広島フィルム・コミッションの西崎智子を招いて最終イベントを行うことも合わせて発表した。

### 興行
世界での興行収入は、公開から16日後の8月6日の発表で推定5億ドルを突破。9月第3週末時点には9億1200万ドルを記録し、伝記映画としては『ボヘミアン・ラプソディ』（2018年）や『アメリカン・スナイパー』（2014年）を抜いて歴代1位、第二次世界大戦を扱った映画としても歴代1位となった。また、R指定を受けた映画としては『ジョーカー』（2019年）に次ぐ興行収入を上げた。

### ホームメディア
アメリカでは2023年11月21日からUltra HD Blu-rayとBlu-rayの販売並びにデジタル配信を開始。特にUltra HD盤は一週間足らずで売り切れが続出し、クリスマス商戦に向けて増産体制に入ったと報じられた。
定額制動画配信サービスでは2024年2月からNBCユニバーサルが運営しているPeacockにて配信開始。同社によると、これまで『ザ・スーパーマリオブラザーズ・ムービー』（ユニバーサル・ピクチャーズ配給）が持っていたデビュー記録を塗り替えたとしている。
日本ではNBCユニバーサル・エンターテイメントによる発売・販売により、2024年9月4日からデジタル配信並びにディスクによる販売、同月25日からデジタルレンタルをそれぞれ開始した。
テレビ放送は2024年12月28日にWOWOWシネマにて初放送する予定。定額制動画配信サービスでは同日にAmazon Prime Videoにて見放題配信を開始する予定。

## 興行収入
2023年8月6日、ユニバーサル・ピクチャーズは本作品の世界興行収入が推定5億5290万ドルとなり、5億ドル（日本円で約710億円）を突破したことを発表した。これは2023年に公開されたR指定作品の中で最多収入となり、加えて同社による第二次世界大戦に関する映画の中でもトップであり、同社が配給したR指定映画作品の中ではアメリカ国内最速で2億ドルの大台に乗ったことになる。（制限指定映画の興行成績上位映画一覧も参照。）
また、世界興行収入が5億ドルを突破した伝記映画としては2018年公開の『ボヘミアン・ラプソディ』（20世紀フォックス映画配給）、2004年公開の『パッション』（アイコン・プロダクションズ配給）、2014年公開の『アメリカン・スナイパー』（ワーナー・ブラザース配給）に次いで4作品目となり、ユニバーサルが配給した第二次世界大戦を舞台にした映画の興行収入としても史上最多となった。
2023年9月17日、アメリカの芸能ニュース専門サイトであるTMZは同年9月第3週末時点での世界興行収入が9億1200万ドルとなり、これまで伝記映画としての歴代興行収入トップとなっていた『ボヘミアン・ラプソディ』を抜いて歴代1位の作品になったことが報じられた。
2023年11月、Box Office Mojoは同月時点での世界興行収入が9億4899万2235ドル（約1423億円）になったことを明らかにした。
2024年4月1日、前月29日から公開となった日本での初日3日間の興行収入は3億7927万620円を記録したとビターズ・エンドが発表した。同社は最終興収25億円を見込める出足だとしている。アメリカのエンターテインメント専門誌「バラエティ」も2024年に日本で公開されたハリウッド映画としては『アクアマン/失われた王国』（ワーナー配給。約2億4200万円）並びに『デューン 砂の惑星PART2』（ワーナー配給。約1億9600万円）の初週を上回り、同時点では最高となっていると報じている。同年5月7日には観客動員100万人、興行収入16億円をそれぞれ突破したことが報じられた。同年7月18日時点の興行収入は18億4100万円となっており、2024年に公開した洋画では1位となった。

## 作品の評価
本作は批評家と観客の双方から作品・監督・俳優・編集・撮影・視覚効果といった幅広い分野で高く評価され、第81回ゴールデングローブ賞では8部門にノミネートされ、ドラマ部門作品賞など、5部門において受賞した。12月中旬までにAFIアワード年間ベスト映画など受賞も続いている。
オッペンハイマーは第96回アカデミー賞で13部門でノミネートされ、『ダークナイト』、 『インセプション』、『ダンケルク』（いずれもワーナー配給）を上回り、ノーラン作品の中で最もオスカーにノミネートされた作品となり、アカデミー作品賞、アカデミー監督賞、アカデミー主演男優賞を含む7部門で受賞した。キリアン・マーフィーはアカデミー主演男優賞、英国アカデミー賞 主演男優賞を受賞した初のアイルランド出身俳優となった。
映画批評集積サイトのRotten Tomatoesには220件のレビューがあり、批評家支持率は93%、平均点は10点満点で8.8点となっている。観客支持率は95%、平均点は5点満点で4.7点となっている。サイト側による批評家の見解の要約は「クリストファー・ノーランは『オッペンハイマー』によって新たな偉業を成し遂げた。キリアン・マーフィーの離れ業とも言うべき演技と驚くべき映像美に心を奪われる」となっている。また、Metacriticには60件のレビューがあり、加重平均値は90/100となっている。
脚本家・映画監督のポール・シュレイダーは「今世紀で最高かつ最重要の映画だ。今年劇場で1本だけ映画を見るとすれば『オッペンハイマー』を選ぶべき。自分は熱心なノーランファンというわけではないが、ドアを吹き飛ばされたよ」と絶賛した。
脚本家・映画監督のドゥニ・ヴィルヌーヴは「最初に見たときに傑作だと思ったが、世界興行収入が10億ドル近くになるとは思わなかった。原子物理学について語り合う3時間の映画だよ」と驚きとともに絶賛した。
脚本家・映画監督のポール・トーマス・アンダーソンは「クリスのような映画製作者が”どこへ行くべきか”を語れば誰もが耳を傾ける」「『オッペンハイマー』の成功を"自然の治癒法"と呼びたいね」とコメント。
広島県第1区選出の衆議院議員で2023年に同県において、第49回先進国首脳会議（G7広島サミット）を開催した内閣総理大臣の岸田文雄は2024年5月に行われたテレビ新広島との単独インタビューにおいて、本作品について、岸田はインタビュー時点ではまだ鑑賞出来ていないとしつつも、アメリカにおいて、原子爆弾の開発に携わった人物をテーマとした映画が製作された点について触れ、「被爆の実相、被爆の恐ろしさ、これを伝える映画であると評価されるとしたならば、これは被爆の実相に対する関心の高まりにつながる。これは意義あるものではないかと思っています」と述べた。
主人公・オッペンハイマーの孫であるチャールズ・オッペンハイマーは2024年6月に東京の日本記者クラブにて行われた来日記者会見において、「（ノーランは）素晴らしい監督なので、映画として良かったと思う。ロシアによるウクライナ侵略により核兵器の脅威が高まったことで、注目が集まったのだろう」と述べた。

### 被爆地描写が無いことに関しての是非
なお、原子爆弾投下による広島と長崎での核被害の惨状が描かれていないとの批判や指摘も一部で発生している。
この事について、ノーランは「（本作品は）主人公であるオッペンハイマーの視点から描かれたものであり、彼は他の人達と同じようにラジオを通じて日本の2都市（広島と長崎）に原爆が落とされたことを初めて知った。決して主人公を美化するためではない」と反論している。
広島県出身の被爆2世であるデポール大学の宮本ゆき教授は、強い憤りと違和感を抱いているといい、本作について「原爆が爆発したらどうなるか、人にどのような影響があるか、そこがすぽーんと抜けてしまっているんです」「女性の皮膚がめくれるシーンがありますが、きれいなんです。皮膚がめくれて赤みが出るとかではなくて、うっすらはがれるんです。これが、米国の多数が不愉快にならない、ギリギリの線なのかなという感じを受けました」と語った。また、1940年代後半から続く「核（原子力）は偉大だが、手なずけられる力」という考え方の影響があると指摘した。
脚本家・映画監督のスパイク・リーは『オッペンハイマー』を「偉大な映画である」と前置きした上で、「批判ではなく、単なるコメントなんだけど、あと数分追加して日本人に何が起こったのかを見せてほしかったかな。彼らは蒸発してしまったんだ。その後、何年も放射線障害に苦しんだ。ノーランならそれができるはず。映画の最後で2つの核爆弾を投下したことにより起こったことを描いてほしかった。わかってくれ、全ては愛ゆえに言ったことさ。そして、彼なら『ドゥ・ザ・ライト・シング』や『マルコムX』にも同じようにアドバイスをくれるんじゃないかな」と述べた。
広島県原爆被害者団体協議会理事長の箕牧智之は「21世紀の人類が歩むべき姿として、核軍縮・核不拡散に取り組む必要性を訴えているのではないか。核兵器廃絶を望む私たちにとって大きな追い風になる」と評価した一方、「広島と長崎への原爆投下がもたらした被害が直接映し出されておらず残念だ」と述べた。
長崎県被爆者手帳友の会会長の朝長万左男は前述の長崎での特別試写会において、「原爆被爆者の映像が取り入れられていないことはこの映画の弱点かと思いましたが、実はですねオッペンハイマーのセリフの中に何十カ所も被爆の実相にショックを受けたことが込められていました。あれで僕は十分だったと思うんですよね」とコメントしている。
ライター・マンガ研究家の小田切博は、ノーランの反論や映画の反戦・反核の意図は明らかとする見方に違和感を表明している。オッペンハイマーが核兵器拡散や核戦争の抑止に最も精力的だった1945年から1953年までの描写が劇中では控えめなことや、プリンストン高等研究所所長に就任したオッペンハイマーが招聘した湯川秀樹・朝永振一郎と直接的な交流を持ったのに台詞にすら登場していないことを指摘した上で、ノーランが「社会派」的な関心からオッペンハイマーを映画の題材に選んだとは思えず、本作は社会的なテーマを持ったドキュメンタリーや伝記映画を意図した作品ではなくノーランの持つ「生理的な核への恐怖」を映像化した映画なのではないかとしている。

### 人種的・性差的偏りについての批判
サンフランシスコの日系人記者オリビア・クルス・マエダは、実際に原爆被害を受けた日本人ばかりでなく、研究所の置かれたロスアラモスから強制退去させられ核実験後に放射能汚染された土地に帰還せざるを得なかったネイティブアメリカン、1946年から1958年の間にアメリカによる核実験の舞台となったマーシャル諸島の住民など、核開発によって実際に被害を受けた人々の存在がほとんど顧みられていないことを指摘し、ハリウッド映画の白人中心主義を批判している。
ウェブメディア「Business Insider」のライターのハン・ユンジは、現実のマンハッタン計画の現場には女性研究者・アジア系・アフリカ系の研究者も参加していたにもかかわらず、本作ではその存在が消されていると指摘している。

### 原爆投下の決定をする過程の描写の不正確さについて
劇中では、投下に至るプロセスの中で、原爆投下をするべきかを米軍の軍人らが議論する場面が登場するが、ジャーナリストのエヴァン・トーマスは、これは史実に反しており、初めから落とすべきか否かという議論は存在しなかったとしている。

## 受賞とノミネート
| 年   | 映画賞                                 | 部門                            | 対象                                                                        | 結果       |
| ---- | -------------------------------------- | ------------------------------- | --------------------------------------------------------------------------- | ---------- |
| 2024 | サターン賞                             | スリラー映画賞                  | 『オッペンハイマー』                                                        | 受賞       |
| 2024 | セザール賞                             | 外国映画賞                      | 『オッペンハイマー』                                                        | 受賞       |
| 2024 | 第28回サテライト賞                     | 作品賞                          | 『オッペンハイマー』                                                        | 受賞       |
| 2024 | 第28回サテライト賞                     | 監督賞                          | クリストファー・ノーラン                                                    | 受賞       |
| 2024 | 第28回サテライト賞                     | 男優賞                          | キリアン・マーフィー                                                        | 受賞       |
| 2024 | 第76回全米脚本家組合賞                 | 脚本賞                          | クリストファー・ノーラン                                                    | ノミネート |
| 2024 | 第77回英国アカデミー賞                 | 作品賞                          | 『オッペンハイマー』                                                        | 受賞       |
| 2024 | 第77回英国アカデミー賞                 | 監督賞                          | クリストファー・ノーラン                                                    | 受賞       |
| 2024 | 第77回英国アカデミー賞                 | 主演男優賞                      | キリアン・マーフィー                                                        | 受賞       |
| 2024 | 第77回英国アカデミー賞                 | 助演男優賞                      | ロバート・ダウニー・Jr.                                                     | 受賞       |
| 2024 | 第77回英国アカデミー賞                 | 撮影賞                          | ホイテ・ヴァン・ホイテマ                                                    | 受賞       |
| 2024 | 第77回英国アカデミー賞                 | 編集賞                          | ジェニファー・レイム                                                        | 受賞       |
| 2024 | 第77回英国アカデミー賞                 | 作曲賞                          | ルドウィグ・ゴランソン                                                      | 受賞       |
| 2024 | 第81回ゴールデングローブ賞             | 作品賞 (ドラマ部門)             | 『オッペンハイマー』                                                        | 受賞       |
| 2024 | 第81回ゴールデングローブ賞             | 監督賞                          | クリストファー・ノーラン                                                    | 受賞       |
| 2024 | 第81回ゴールデングローブ賞             | 主演男優賞 (ドラマ部門)         | キリアン・マーフィー                                                        | 受賞       |
| 2024 | 第81回ゴールデングローブ賞             | 助演男優賞                      | ロバート・ダウニー・Jr.                                                     | 受賞       |
| 2024 | 第81回ゴールデングローブ賞             | 助演女優賞                      | エミリー・ブラント                                                          | ノミネート |
| 2024 | 第81回ゴールデングローブ賞             | 脚本賞                          | クリストファー・ノーラン                                                    | ノミネート |
| 2024 | 第81回ゴールデングローブ賞             | 作曲賞                          | ルドウィグ・ゴランソン                                                      | 受賞       |
| 2024 | 第81回ゴールデングローブ賞             | 興行成績賞                      | 『オッペンハイマー』                                                        | ノミネート |
| 2024 | 第29回クリティクス・チョイス・アワード | 作品賞                          | 『オッペンハイマー』                                                        | 受賞       |
| 2024 | 第29回クリティクス・チョイス・アワード | 監督賞                          | クリストファー・ノーラン                                                    | 受賞       |
| 2024 | 第29回クリティクス・チョイス・アワード | 助演男優賞                      | ロバート・ダウニー・Jr.                                                     | 受賞       |
| 2024 | 第29回クリティクス・チョイス・アワード | アンサンブル演技賞              | エミリー・ブラント                                                          | 受賞       |
| 2024 | 第29回クリティクス・チョイス・アワード | 撮影賞                          | ホイテ・ヴァン・ホイテマ                                                    | 受賞       |
| 2024 | 第29回クリティクス・チョイス・アワード | 編集賞                          | ジェニファー・レイム                                                        | 受賞       |
| 2024 | 第29回クリティクス・チョイス・アワード | 視覚効果賞                      | オッペンハイマー                                                            | 受賞       |
| 2024 | 第29回クリティクス・チョイス・アワード | 作曲賞                          | ルドウィグ・ゴランソン                                                      | 受賞       |
| 2024 | 第96回アカデミー賞                     | 作品賞                          | 『オッペンハイマー』                                                        | 受賞       |
| 2024 | 第96回アカデミー賞                     | 監督賞                          | クリストファー・ノーラン                                                    | 受賞       |
| 2024 | 第96回アカデミー賞                     | 男優賞                          | キリアン・マーフィー                                                        | 受賞       |
| 2024 | 第96回アカデミー賞                     | 助演男優賞                      | ロバート・ダウニー・Jr.                                                     | 受賞       |
| 2024 | 第96回アカデミー賞                     | 助演女優賞                      | エミリー・ブラント                                                          | ノミネート |
| 2024 | 第96回アカデミー賞                     | 脚色賞                          | クリストファー・ノーラン                                                    | ノミネート |
| 2024 | 第96回アカデミー賞                     | 撮影賞                          | ホイテ・ヴァン・ホイテマ                                                    | 受賞       |
| 2024 | 第96回アカデミー賞                     | 衣裳デザイン賞                  | エレン・ミロジニック                                                        | ノミネート |
| 2024 | 第96回アカデミー賞                     | 編集賞                          | ジェニファー・レイム                                                        | 受賞       |
| 2024 | 第96回アカデミー賞                     | メイクアップ&ヘアスタイリング賞 | ルイーザ・アベル                                                            | ノミネート |
| 2024 | 第96回アカデミー賞                     | 作曲賞                          | ルドウィグ・ゴランソン                                                      | 受賞       |
| 2024 | 第96回アカデミー賞                     | 美術賞                          | ルース・デ・ヨング クレア・カウフマン                                       | ノミネート |
| 2024 | 第96回アカデミー賞                     | 音響賞                          | ウィリー・バートン リチャード・キング ゲイリー・リッツオ ケヴィン・オコネル | ノミネート |
| 2024 | Filmarks Awards 2024                   | 外国映画部門 最優秀賞           | 『オッペンハイマー』                                                        | 受賞       |
| 2025 | 第67回ブルーリボン賞                   | 外国作品賞                      | 『オッペンハイマー』                                                        | 受賞       |
| 2025 | 第98回キネマ旬報ベスト・テン           | 外国映画ベスト・ワン            | 『オッペンハイマー』                                                        | 受賞       |
| 2025 | 第98回キネマ旬報ベスト・テン           | 外国映画監督賞                  | クリストファー・ノーラン                                                    | 受賞       |
| 2025 | 第98回キネマ旬報ベスト・テン           | 読者選出外国映画監督賞          | クリストファー・ノーラン                                                    | 受賞       |
| 2025 | 2024年度日本映画ペンクラブ賞           | 外国映画部門 2024年ベスト5      | 『オッペンハイマー』                                                        | 1位        |
| 2025 | 第48回日本アカデミー賞                 | 最優秀外国作品賞                | 『オッペンハイマー』                                                        | 受賞       |

## 反響
アメリカでは本作品と同日に公開されたコメディ映画『バービー』（ワーナー・ブラザース配給）と一緒に鑑賞する者が多いと報じられており、インターネット上では両方の映画のタイトルを合わせた「バーベンハイマー」という造語（インターネット・ミーム）も誕生した。
人類最初の核実験が行われたアメリカ・ニューメキシコ州のトリニティ実験場では本作品の大ヒットもあり、2023年10月の一般公開日には通常よりも多い約4000人が訪問したことが同年11月に報じられた。
2023年の英語版ウィキペディアにおけるアクセス数では、ChatGPTなどに次ぎこの映画の記事（本記事の英語版）が5番目に多く、本作のモデルにあたるロバート・オッペンハイマーの記事が7番目に多い。
国際連合事務総長のアントニオ・グテレスは2024年3月に開催された安全保障理事会において、本作品を引き合いに出した上で「続編（核戦争）が現実のものとなれば人類は生き延びることができない」と警鐘を鳴らした。